# 杨松 (1968年)
杨松（1968年2月—），辽宁沈阳人，汉族，中国共产党党员，第十三届全国人民代表大会辽宁省代表。现任沈阳师范大学党委副书记、校长。

## 生平
2018年，杨松被选为辽宁省出席第十三届全国人民代表大会代表。
2022年11月，任沈阳师范大学党委副书记、校长。